# Fujiwara no Yoshifusa
Fujiwara no Yoshifusa (藤原 良房, 804 – 7 tháng 10 năm 872), còn được biết đến với tên là  Somedono no Daijin hay Shirakawa-dono, là một chính khách người Nhật, cận thần và chính trị gia trong thời kỳ Heian.
Khi cháu ngoại của Yoshifusa là Thiên hoàng Seiwa được đưa lên ngôi, thì Yoshifusa được bổ nhiệm làm nhiếp chính (sesshō) cho vị ấu chúa còn nhỏ tuổi. Ông ấy là nhiếp chính đầu tiên trong lịch sử Nhật Bản không xuất thân từ Hoàng tộc; ông ấy cũng là nhiếp chính đầu tiên trong chuỗi quan nhiếp chính của gia tộc  Fujiwara sau này.